# World Cup (Männer-Handball) 2010
Der World Cup 2010 war die zwölfte und letzte Austragung des World Cups im Handball der Männer. Aus Sponsoringgründen hieß er Statoil World Cup. Das Turnier mit vier teilnehmenden Nationalmannschaften fand vom 7. bis 8. Dezember 2010 in Halmstad und Malmö, Schweden, statt.

## Modus
Im Gegensatz zu den vorherigen Austragungen nahmen nur vier Mannschaften teil. Die Sieger der beiden Halbfinalbegegnungen spielten um den Titel, die Verlierer um Platz 3/4.

## 1. Halbfinale
| 7. Dezember 2010 | Dänemark                        | 36:31   | Norwegen                         | Halmstad Arena, Halmstad Schiedsrichter: Michael Johansson, Jasmin Kliko |
| 7. Dezember 2010 | meiste Tore: Mikkel Hansen (8)  | (15:14) | meiste Tore: Joakim Hykkerud (5) | Halmstad Arena, Halmstad Schiedsrichter: Michael Johansson, Jasmin Kliko |
| 7. Dezember 2010 | haandbold.dk handballold.nif.no |         |                                  | Halmstad Arena, Halmstad Schiedsrichter: Michael Johansson, Jasmin Kliko |

## 2. Halbfinale
| 7. Dezember 2010 | Schweden                             | 31:26   | Island                                 | Halmstad Arena, Halmstad Schiedsrichter: Lars Geipel, Marcus Helbig |
| 7. Dezember 2010 | meiste Tore: Kim Ekdahl Du Rietz (6) | (19:14) | meiste Tore: Sigurbergur Sveinsson (6) | Halmstad Arena, Halmstad Schiedsrichter: Lars Geipel, Marcus Helbig |
| 7. Dezember 2010 | handboll.capmind.se                  |         |                                        | Halmstad Arena, Halmstad Schiedsrichter: Lars Geipel, Marcus Helbig |

## Spiel um Platz 3
| 8. Dezember 2010 | Island                             | 35:29   | Norwegen                                          | Malmö Arena, Malmö Schiedsrichter: Michael Johansson, Jasmin Kliko |
| 8. Dezember 2010 | meiste Tore: Snorri Guðjónsson (8) | (18:16) | meiste Tore: Johannes Hippe, Magnus Jøndal (je 5) | Malmö Arena, Malmö Schiedsrichter: Michael Johansson, Jasmin Kliko |
| 8. Dezember 2010 | Morgunblaðið handballold.nif.no    |         |                                                   | Malmö Arena, Malmö Schiedsrichter: Michael Johansson, Jasmin Kliko |

## Spiel um Platz 1
| 8. Dezember 2010 | Dänemark                       | 34:28   | Schweden                       | Malmö Arena, Malmö Schiedsrichter: Lars Geipel, Marcus Helbig |
| 8. Dezember 2010 | meiste Tore: Mikkel Hansen (8) | (16:17) | meiste Tore: Jonas Larholm (7) | Malmö Arena, Malmö Schiedsrichter: Lars Geipel, Marcus Helbig |
| 8. Dezember 2010 | handboll.capmind.se            |         |                                | Malmö Arena, Malmö Schiedsrichter: Lars Geipel, Marcus Helbig |

## Abschlussplatzierungen
| Dänemark | Schweden | Island |
| Niklas Landin Jacobsen Thomas Mogensen Lasse Boesen Kristian Gjessing Jacob Bagersted Anders Oechsler Lars Christiansen Anders Eggert Lasse Svan Hans Lindberg Marcus Cleverly Kasper Søndergaard Henrik Toft Hansen Mikkel Hansen Jesper Jensen Kasper Irming Andersen | Andreas Palicka Dan Beutler Per Sandström Robin Andersson Lukas Karlsson Jan Lennartsson Niclas Ekberg Dalibor Doder Jonathan Stenbäcken Robert Arrhenius Jonas Larholm Oscar Carlén Tobias Karlsson Fredrik Petersen Kim Ekdahl Du Rietz Niclas Barud Robert Johansson Fredric Pettersson | Birkir Ivar Gudmundsson Sveinbjörn Pétursson Bjarni Fritzson Aron Pálmarsson Ingimundur Ingimundarson Ásgeir Örn Hallgrímsson Arnór Atlason Snorri Guðjónsson Oddur Grétarsson Sturla Ásgeirsson Alexander Petersson Sverre Andreas Jakobsson Róbert Gunnarsson Sigurbergur Sveinsson Arnór Þór Gunnarsson Atli Ævar Ingólfsson Björgvin Páll Gústavsson Hreiðar Guðmundsson |
| Ulrik Wilbek (Trainer) | Ola Lindgren, Staffan Olsson (Trainer) | Guðmundur Guðmundsson (Trainer) |

- 4. Platz:  Norwegen

Kader: Steinar Ege, Johannes Hippe, Børge Lund, Erlend Mamelund, Espen Lie Hansen, Svenn Erik Medhus, Magnus Jøndal, Vegard Samdahl, Magnus Gullerud, Christian Spanne, Sondre Paulsen, Eivind Tangen, Joakim Hykkerud, Jan-Richard Lislerud Hansen, Kent Robin Tønnesen. Trainer:  Robert Hedin